# Place Vendôme (film)
Pour les articles homonymes, voir Place Vendôme (homonymie), Vendôme (homonymie) et Place Vendôme.
Pour plus de détails, voir Fiche technique et Distribution.
Place Vendôme est un film français réalisé par Nicole Garcia, sorti en 1998.

## Synopsis
Marianne noie son ennui et un drame de jeunesse dans l'alcool. Après le suicide de son mari, bijoutier de renom, elle est en butte à des difficultés financières et cherche, comme lorsqu'elle était courtière, à vendre la collection de pierres qu'elle trouve dans le coffre secret de son appartement. L'origine douteuse des diamants et ses retrouvailles avec celui qu'elle initia jadis au travail de courtier en pierres précieuses vont l'obliger à se confronter à un passé douloureux.

## Fiche technique
- Titre : Place Vendôme
- Réalisation : Nicole Garcia
- Scénario : Jacques Fieschi et Nicole Garcia
- Production : Alain Sarde, Pascal Judelewicz, Anne-Dominique Toussaint et Christine Gozlan
- Musique : Richard Robbins (reprise de la bande originale du film Les Vestiges du Jour).
- Photographie : Laurent Dailland
- Montage : Luc Barnier, Françoise Bonnot et Jean-François Naudon
- Son : Jean-Pierre Duret et Dominique Hennequin
- Pays de production :  France
- Format : couleurs - 2,35:1 - DTS - 35 mm
- Genre : policier, drame
- Durée : 117 minutes
- Budget : 9,3 M€
- Recettes : 7,5 M€[1]
- Dates de sortie : 
  - Italie : Septembre 1998 (Mostra de Venise)
  - Belgique, France : 7 octobre 1998

## Distribution
- Catherine Deneuve : Marianne Malivert
- Jean-Pierre Bacri : Jean-Pierre
- Emmanuelle Seigner : Nathalie
- Jacques Dutronc : Serge Battistelli
- Bernard Fresson : Vincent Malivert
- François Berléand : Eric Malivert
- Dragan Nikolić : Janos
- Otto Tausig : Samy
- László Szabó : Charlie Rosen
- Élisabeth Commelin : Mademoiselle Pierson
- Philippe Clévenot : Kleiser
- Malik Zidi : Le fils de Sam
- Éric Ruf : Phillipe Ternece
- Nidal Al-Askhar : Saliha
- Larry Lamb : Christopher Makos
- Sylvie Flepp : Nurse à la clinique
- Pascal Renault : Le chasseur du Ritz

## Distinctions

### Récompense
- Mostra de Venise 1998 : Coupe Volpi de la meilleure interprétation féminine pour Catherine Deneuve ; nomination au Lion d'Or de Saint Marc.

### Nominations
- César 1999 :
  - nomination au César du meilleur film
  - nomination au César du meilleur réalisateur
  - nomination au César du meilleur scénario original
  - nomination au César de la meilleure actrice pour Catherine Deneuve
  - nomination au César du Meilleur second rôle masculin pour Bernard Fresson et Jacques Dutronc
  - nomination au César du meilleur second rôle féminin pour Emmanuelle Seigner
  - nomination au César de la meilleure photographie
  - nomination au César du meilleur montage
  - nomination au César des meilleurs costumes pour Nathalie du Roscoat et Elisabeth Tavernier
  - nomination au César des meilleurs décors pour Thierry Flamand
  - nomination au César du meilleur son pour Jean-Pierre Duret et Dominique Hennequin

## Autour du film
- Premier rôle au cinéma pour Malik Zidi.
- Pour la première fois de son histoire, la Bourse des diamants d'Anvers a accepté qu'une équipe de cinéma tourne en son sein[2]. Outre en Belgique, des scènes furent également tournées en Suisse, à Genève.
- Élisabeth Commelin et Sylvie Flepp se retrouveront dans la série Plus belle la vie a partir de 2015, et dans sa suite Plus belle la vie, encore plus belle.